# Маріу Діонізіу
Ма́ріу Діоні́зіу (порт. Mário Dionísio; *16 червня 1916, Лісабон — †17 листопада 1993) — португальський письменник, художник, критик і педагог; теоретик португальського неореалізму. 

## З життєпису і творчості
Закінчив студії за спеціальністю романська філологія в 1940 році на філфаці Лісабонського університету.  
Працював викладачем середньої школи, а згодом на філологічному факультеті alma mater.  
Писав вірші, коротку й довгу прозу, займався літературно-мистецькою критикою, співпрацюючи з різними періодичними виданнями (Seara Nova, Vértice, Diário de Lisboa, Mundo Literário (1946-1948), Gazeta Musical e de todos las Artes), читав лекції, брав участь у дебатах та інших культурних заходах, пропагував творчість колег, зокрема Мануела да Фонсеки, Карлуша де Олівейри, Жозе Кардозу Піреша, Алвеса Редола тощо. 
Міцно пов'язаний із пластичним мистецтвом, — свою митецьку кар'єру розпочав у 1941 році, й став одним із головних промоутерів Загальних виставок пластичного мистецтва. Був членом журі II Виставки пластичного мистецтва Фундації Гульбенкян, написав велику кількість статей про мистецтво різних жанрів: від критичних матеріалів до довідкових видань, на кшталт A Paleta e o Mundo. 
Як художник-пластик використовував псевдоніми Леандро Жіл (Leandro Gil) та Жозе Алфреду Шавеш (José Alfredo Chaves), брав участь у різних групових виставках, зокрема в Загальних виставках пластичного мистецтва 1947, 48, 49, 50, 51 і 53 років. Втім, його перша персональна виставка відбулася аж у 1989 році. 
Маріу Діонізіо відіграв виняткову роль у становленні теоретичних засад португальського неореалізму, «літературного руху, який у 1940-х та 1950-х оцінив з позицій історичного матеріалізму ідеологічний та соціальний вимір літературного тексту, як інструменту впливу та усвідомлення». Незадоволений спробами культурної реформи, здійснюваними інтелектуалами цієї течії, «він брав участь у спільних зусиллях наблизити мистецтво та суспільство, результатом чого, наприклад, стала робота A Paleta e o Mundo, що складається з серії лекцій на тему сучасного мистецтва».  
Маріу Діонізіо — «поет і творець сенсів, вірний «новому гуманізму», уважний до правди кожного, до болючих суперечностей особистості, він увібрав у своєму творчості дух оновлення й революційні для свого часу мовні й нарративні засоби сучасного мистецтва». 
У вересні 2009 року свою роботу розпочав Будинок Ашада — Центр Маріу Діонізіо (Casa da Achada — Centro Mário Dionísio), заснований у Лісабоні понад півсотнею родичів, друзів, колишніх учнів і помічників, знайомих і шанувальників творчості митця, задуманий як значний культурний осередоко столиці Португалії міста Лісабона.